# 扎青乡
扎青乡是中国青海省玉树藏族自治州杂多县下辖的一个乡。辖区总面积2410平方公里，常住人口0.5万人，以藏族为主，占总人口的99％。澜沧江北源-扎阿曲(Zhaa Qu)發源於乡内果宗木查山。

## 行政区划
桥头溪乡下辖以下地区：
地青牧委会、格赛牧委会、昂闹牧委会和达清牧委会。